# Energy Efficiency Design Index
Der Energy Efficiency Design Index (EEDI) ist ein Wert, der die spezifischen CO2-Emissionen von Frachtschiffen angibt. Das neue Kapitel 4 der Anlage VI ist eine Änderung des MARPOL-Übereinkommens und wurde initiiert, um auch die CO2-Emissionen, die nur vom Brennstoffverbrauch abhängig sind, bei der Schifffahrt zu berücksichtigen.
Die Richtlinien für den EEDI wurde u. a. auf der 63. Sitzung des Marine Environment Protection Committee (MEPC) der IMO im März 2012 verabschiedet. 
- Resolution Mepc.212(63) – 2012 Guidelines On The Method Of Calculation Of The Attained Energy Efficiency Design Index (EEDI) For New Ships
- Resolution Mepc.214(63) – 2012 Guidelines On Survey And Certification Of The Energy Efficiency Design Index (EEDI)
- Resolution Mepc.215(63) – Guidelines For Calculation Of Reference Lines For Use With The Energy Efficiency Design Index (EEDI)

Der Energy Efficiency Design Index gilt pro Tonne Ladung und gefahrene Seemeile und wird nach folgender Gleichung aus den Schiffsdaten ermittelt:
EEDI = (CO2-Emission)/Transportarbeit
Die CO2-Emission lässt sich einfach aus der Motorleistung multipliziert mit dem spezifischen Brennstoffverbrauch der Motoren und dem CO2-Faktor errechnen. Die Transportarbeit ergibt sich aus dem Ladungsgewicht (Tragfähigkeit) multipliziert mit der Geschwindigkeit. 
Eingesetzt gilt: 
EEDI = (Motorleistung * spez. Brennstoffverbrauch * CO2-Faktor) / (Tragfähigkeit * Geschwindigkeit) mit der Dimension [kg CO2/(t * sm)]
Überschlägig gilt für den spezifischen Brennstoffverbrauch für Dieselmotoren von Frachtschiffen 0,2 kg/kWh und für den CO2-Faktor für den typischen Brennstoff Schweröl kann man rund 3 kg CO2/kg Brennstoff einsetzen.
Der Energy Efficiency Design Index wird in einem Diagramm als Basislinie für neue Frachter (Tanker, Massengutschiffe und Containerschiffe) in Abhängigkeit von ihrer Tragfähigkeit in tdw dargestellt und darf nicht überschritten werden. Diese Basislinie wird in regelmäßigen Zeitabständen dem technischen Fortschritt angepasst, d. h. neuere Schiffe werden mit geringeren Emissionen fahren. Die anderen Schiffstypen wie z. B. RoRo- und Fährschiffe, Kreuzfahrt- und andere Passagierschiffe werden ebenso wie die große Gruppe der Spezialschiffe (Schlepper, Versorger, Fischereischiffe, Ausflugsschiffe) später berücksichtigt, da hier die Tragfähigkeit keine oder nur eine untergeordnete Rolle spielt. Zurzeit werden für diese Schiffe entsprechende Korrekturfaktoren für die obenstehende Gleichung ermittelt.